# Sankt Nikolai kyrka, Babrujsk
Sankt Nikolai kyrka, eller Sankt Nikolaus kyrka, (belarusiska: Свята-Мікалаеўская царква; translitteration: Svjata-Mikalaewskaja tsarkva) är en belarusisk-ortodox kyrkobyggnad belägen vid Sovetskaya-gatan 76, i staden Babrujsk, i Mahiljoŭs voblast, i centrala Belarus.
Kyrkan är helgad åt helgonet Sankt Nikolaus och tillhör Babrujsks stift.

## Historik
På platsen där kyrkan står, har det tidigare varit en annan kyrka som enligt ett register var från år 1638.
Den nuvarande kyrkan började byggas år 1892 och stod klar 1894.
Mellan 1992 och 2007 genomgick kyrkan restaureringar.

## Kyrkan
Kyrkan har två våningar och dess klocktorn har tre.
Inne i kyrkan finns ett altare som också är helgad åt Sankt Nikolaus.

## Bilder

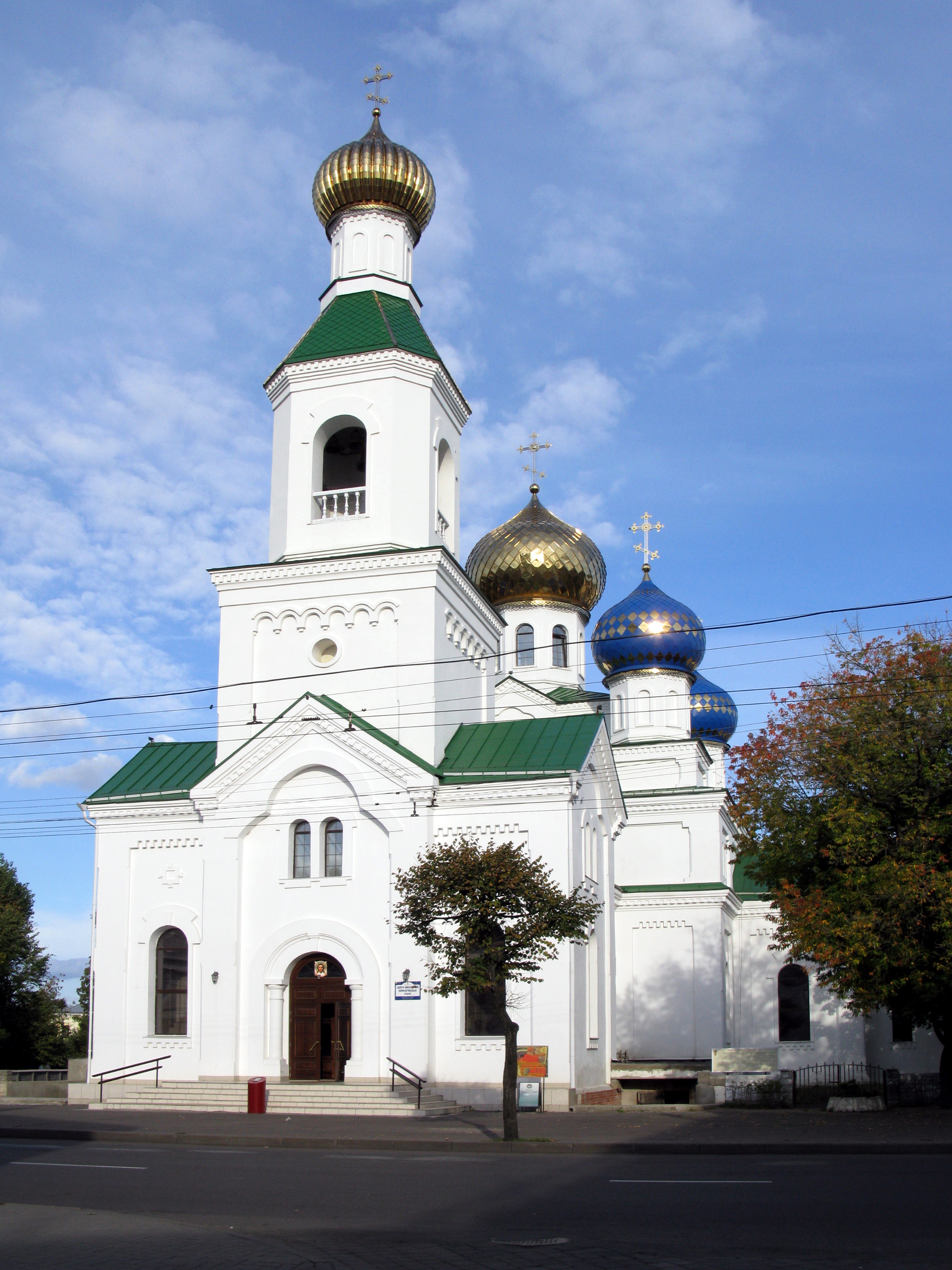
Kyrkans framsida.
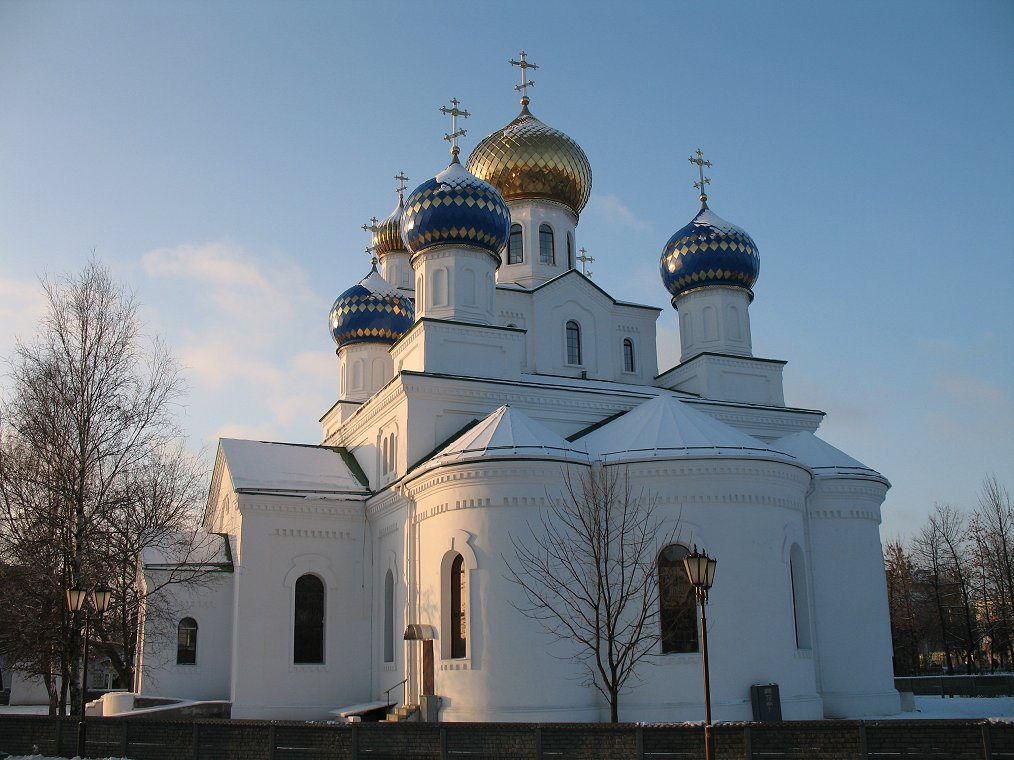
Baksidan.
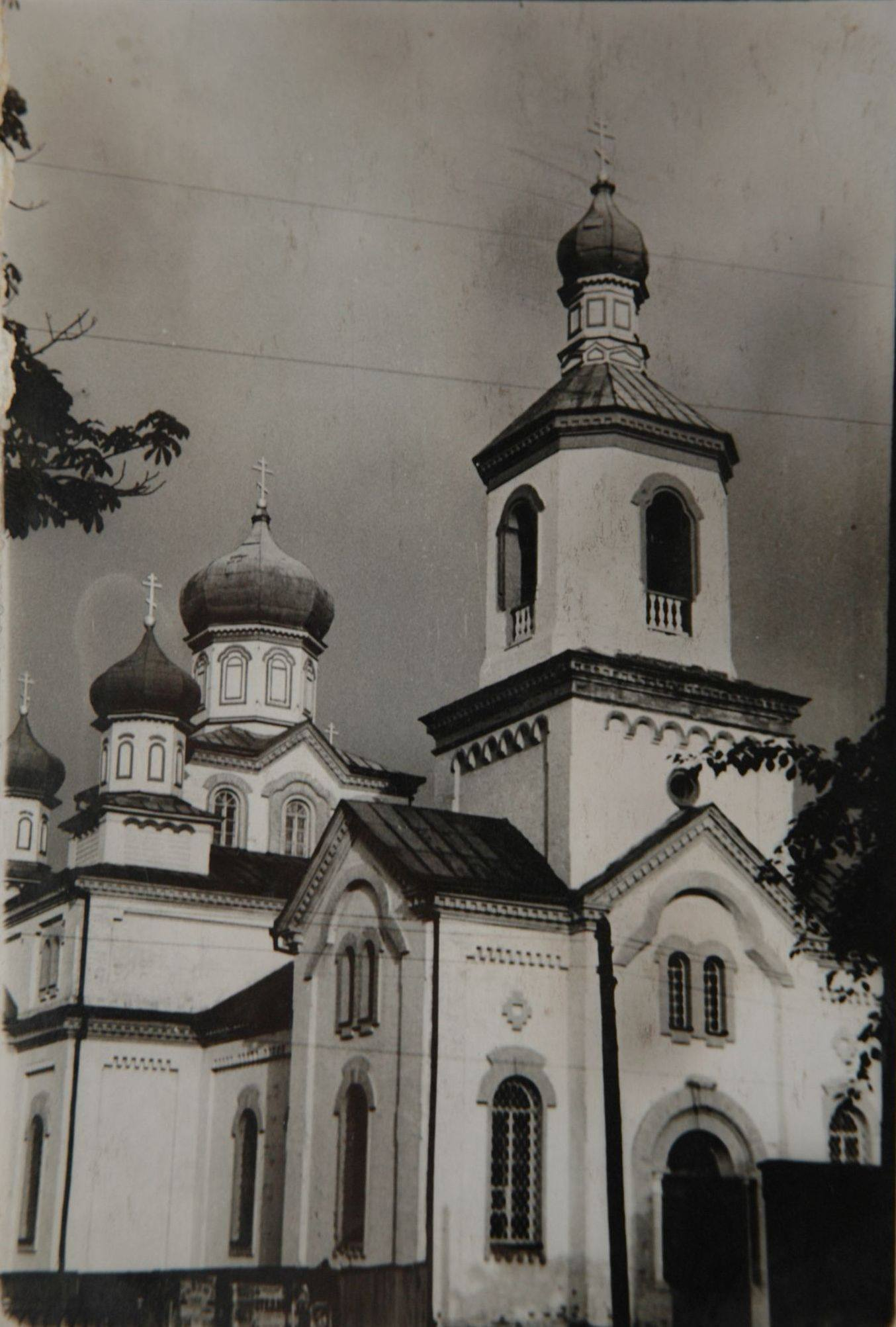
Kyrkan någonstans mellan 1901 och 1919.

### Allmänna källor
- Сабор свяціцеля Мікалая Цудатворца Бабруйск (hram.by)
- Бобруйск (globustut.by)
- Свято-Никольский кафедральный собор (hram.by)